# Représentation à bénéfice
Pour les articles homonymes, voir Bénéfice (homonymie).

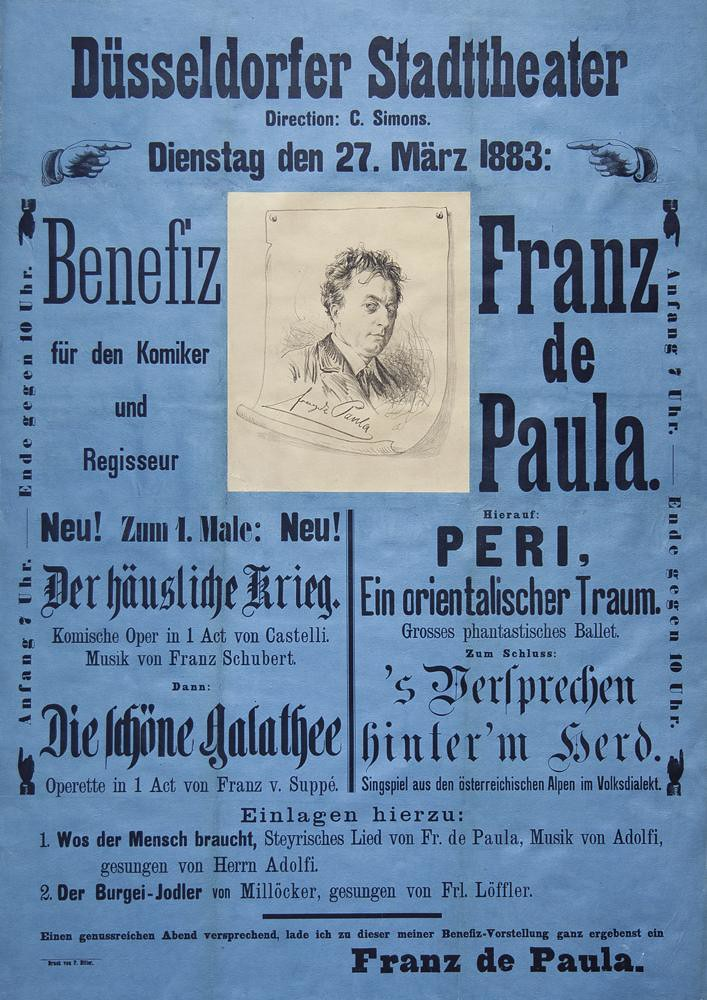
Annonce d’une représentation caritative au profit de Franz de Paula au Stadttheater Düsseldorf (1883).

La représentation à bénéfice est une technique de rémunération des artistes en usage aux XVIIIe et XIXe siècles. Le contrat qui liait un comédien ou un chanteur à son théâtre pouvait prévoir de laisser à l’artiste, à la fin de ce contrat (généralement lors de ses adieux  mais aussi pour un jubilé ou un anniversaire de carrière), le « bénéfice » d'une de ses dernières ou de sa dernière représentation. Cette tradition était aussi très suivie par les Théâtres impériaux de Saint-Pétersbourg et de Moscou. La soirée était appelée « bénéfice » (бенефис), en français.
Cette technique pouvait être aussi totalement déconnectée d’un contrat avec un théâtre. Par exemple, en 1874, plusieurs personnalités du monde artistique (Olivier Halanzier, Victorien Sardou, Ismaël, Émile Blavet) s’associent pour organiser un « bénéfice » en faveur de Virginie Déjazet. Celle-ci, déjà à la retraite depuis plusieurs années, remonta sur les planches à cette occasion.
Enfin, les artistes et les directeurs de théâtre pouvaient se mobiliser aussi pour toute cause qui leur paraissait utile, par exemple « au bénéfice des victimes de l’inondation », le 31 décembre 1872.
On pourra trouver d’autres descriptions humoristiques de cette pratique ou plus sérieuses, mais faisant état de dérives, à propos de la représentation à bénéfice au Théâtre-Français.